# Saint-Privé (Saona i Loara)
Saint-Privé – miejscowość i gmina we Francji, w regionie Burgundia-Franche-Comté, w departamencie Saona i Loara.
Według danych na rok 1990 gminę zamieszkiwały 72 osoby, a gęstość zaludnienia wynosiła 14 osób/km² (wśród 2044 gmin Burgundii Saint-Privé plasuje się na 838. miejscu pod względem liczby ludności, natomiast pod względem powierzchni na miejscu 1228.).